# ستيوارت بيتري
ستيوارت بيتري (بالإنجليزية: Stewart Petrie)‏ هو لاعب كرة قدم بريطاني في مركزي الهجوم والوسط، ولد في 27 فبراير 1970 في دندي في المملكة المتحدة. لعب مع دونفرملين أثلتيك وسنترال كوست مارينرز ونادي بلاكتاون سيتي ونادي روس كاونتي ونادي غيلانغ إنترناشونال ونادي مونتروز لكرة القدم ووولونغونغ وولفز.

## وصلات خارجية
- ستيوارت بيتري على موقع قاعدة بيانات كرة القدم.إي يو (الإنجليزية)
- ستيوارت بيتري على موقع Soccerbase.com (لاعب) (الإنجليزية)
- ستيوارت بيتري على موقع Soccerway.com (الإنجليزية)